# یوکیا رانچریا (کالیفرنیا)
یوکیا رانچریا (به انگلیسی: Ukiah Rancheria) یک منطقهٔ مسکونی در ایالات متحده آمریکا است که در شهرستان مندوسینو، کالیفرنیا واقع شده‌است. یوکیا رانچریا ۱۹۴ متر بالاتر از سطح دریا واقع شده‌است.